# Онський муніципалітет
Онський муніципалітет (груз. ონის მუნიციპალიტეტი) — адміністративна одиниця мгаре Рача-Лечхумі та Квемо-Сванеті, Грузія. Адміністративний центр — місто Оні.

## Населення
Станом на 1 січня 2014 чисельність населення муніципалітету склала 6130 мешканців.
| Грузини |
| 99,1%   |